# Miryalguda
Miryalguda là một thành phố và khu đô thị của quận Nalgonda thuộc bang Andhra Pradesh, Ấn Độ.

## Nhân khẩu
Theo điều tra dân số năm 2001 của Ấn Độ, Miryalguda có dân số 90.247 người. Phái nam chiếm 51% tổng số dân và phái nữ chiếm 49%. Miryalguda có tỷ lệ 69% biết đọc biết viết, cao hơn tỷ lệ trung bình toàn quốc là 59,5%: tỷ lệ cho phái nam là 76%, và tỷ lệ cho phái nữ là 61%. Tại Miryalguda, 13% dân số nhỏ hơn 6 tuổi.